# Companhia Telefônica Brasileira
Companhia Telefônica Brasileira (CTB) foi uma empresa operadora de telefonia fixa que atendia os estados do Rio de Janeiro e São Paulo, além dos estados de Minas Gerais e Espírito Santo através das subsidiárias CTMG e CTES. A CTB foi a principal empresa telefônica do país por cerca de 50 anos, e chegou a fazer parte do sistema Telebras de 1972 até o encerramento de suas atividades em 1976.

## Origem

### Antecessoras
Rio de Janeiro
Pelo Decreto nº 7.539 de 15 de novembro de 1879 é concedida pelo Imperador Dom Pedro II a Charles Paul Mackie, representante da Bell no Rio de Janeiro, a primeira autorização no Brasil para a exploração de serviços telefônicos, consistindo na primeira empresa de telefonia do Brasil. Em 17 de abril de 1881 foi autorizado o funcionamento da Brazilian Telephone Company (Companhia Telefônica do Brasil), primeira empresa que receberia este nome, e que em 1883 já tinha instalado no Rio de Janeiro cinco estações de 1000 assinantes cada uma.
A partir de então várias empresas se sucederam no fornecimento do serviço telefônico no Rio de Janeiro: Companhia União Telefônica do Brasil (1885), Empresa Obras Públicas do Brasil (1889), Companhia Telefônica Industrial (1890), Siemens & Halsk (1897) e Brasilianische Elektrizitäts Gesellschaft (1899), sendo esta última adquirida em 1905 pela empresa de capital canadense Rio de Janeiro Tramway, Light and Power Company, passando a se chamar Rio de Janeiro Telephone Company em 1907.
O Rio de Janeiro chegou a possuir no século XIX oito estações telefônicas, fechadas em janeiro de 1897 com o cancelamento do contrato com a Companhia Telefônica Industrial, que então explorava o serviço. Essas estações eram: Central, Largo do Machado, São Clemente, Estácio de Sá, São Cristóvão, Engenho Novo, Andaraí e Santa Teresa.
Em fevereiro do mesmo ano foi feito novo contrato, desta vez com uma empresa alemã, que instalou de forma provisória uma central telefônica na cidade até ser inaugurada em 3 de novembro de 1899 a estação Central em um prédio na praça Tiradentes, e que é considerada a célula mater da CTB. Na madrugada de 10 de março de 1906 um incêndio destruiu as instalações da central, sendo reinaugurada somente em setembro de 1906.

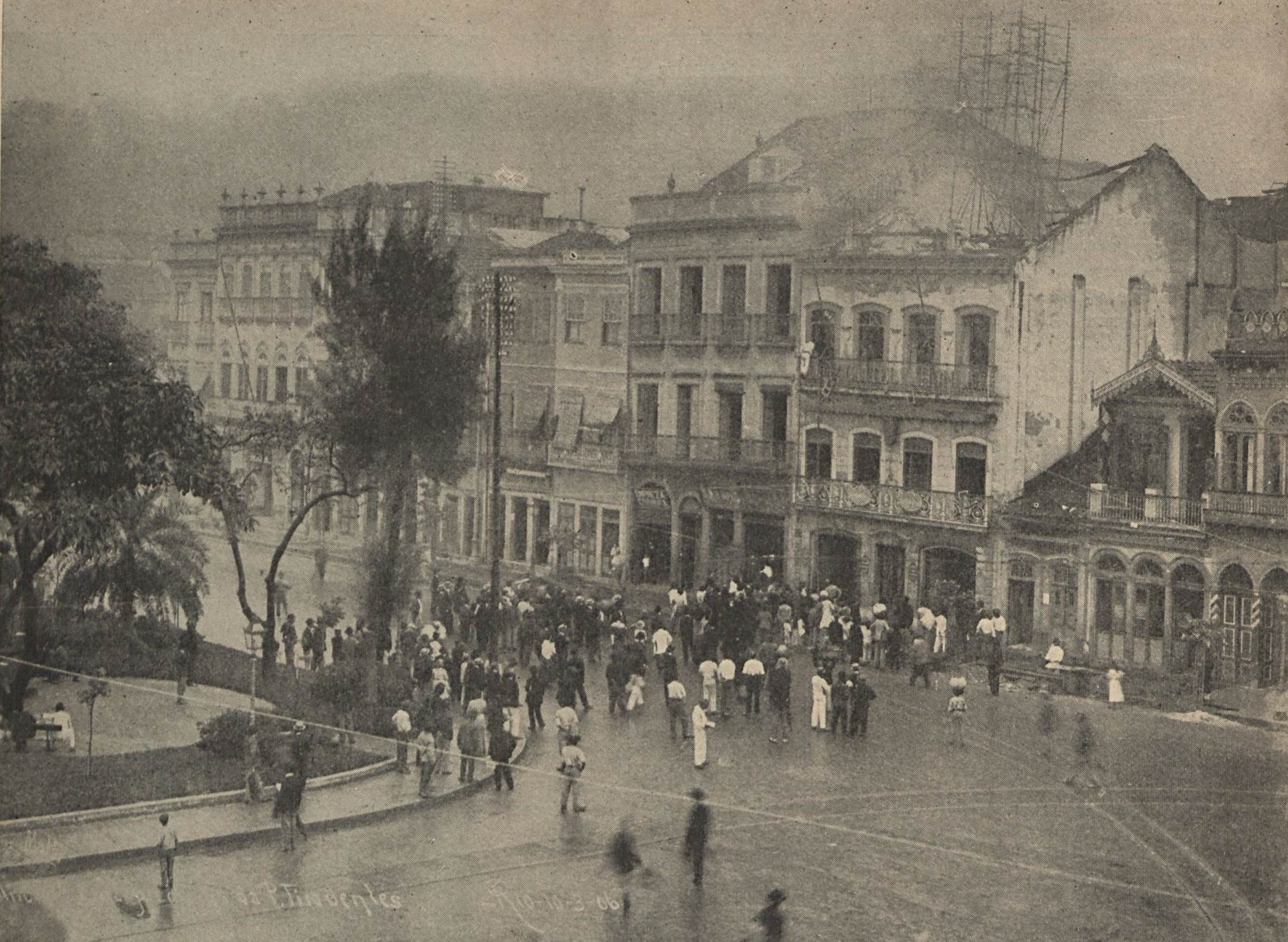
Incêndio na antiga estação Central da praça Tiradentes em 10 de março de 1906.

E em 1910 é criada a Interurban Telephone Company, empresa que começa a operar nas cidades de Niterói e Petrópolis.
São Paulo
Em 1883 foi instalada a primeira estação telefônica na cidade de Santos, com 75 assinantes, sendo talvez a primeira do estado de São Paulo. Em 5 de janeiro de 1884 é criada em Campinas a Empresa Telefônica Campineira, a primeira empresa do estado de São Paulo. No dia 7 de janeiro de 1884 é a vez de São Paulo entrar na era da telefonia com a Companhia Telégrafos Urbanos, quando foram instalados os 22 primeiros telefones da cidade.
Só que essas empresas não detinham exclusividade na concessão dos serviços. Em 1889 as redes de São Paulo e Santos pertenciam a Companhia União Telefônica do Brasil, que foram transferidas em 1891 para a Companhia Telefônica do Estado de São Paulo, empresa que também adquiriu em 1911 os serviços telefônicos de Campinas. No ano de 1896 é criada em Bragança Paulista a Rede Telefônica Bragantina, que se tornaria um império da telefonia em 15 anos, atendendo 98 cidades dos estados de São Paulo, Rio de Janeiro e Minas Gerais.

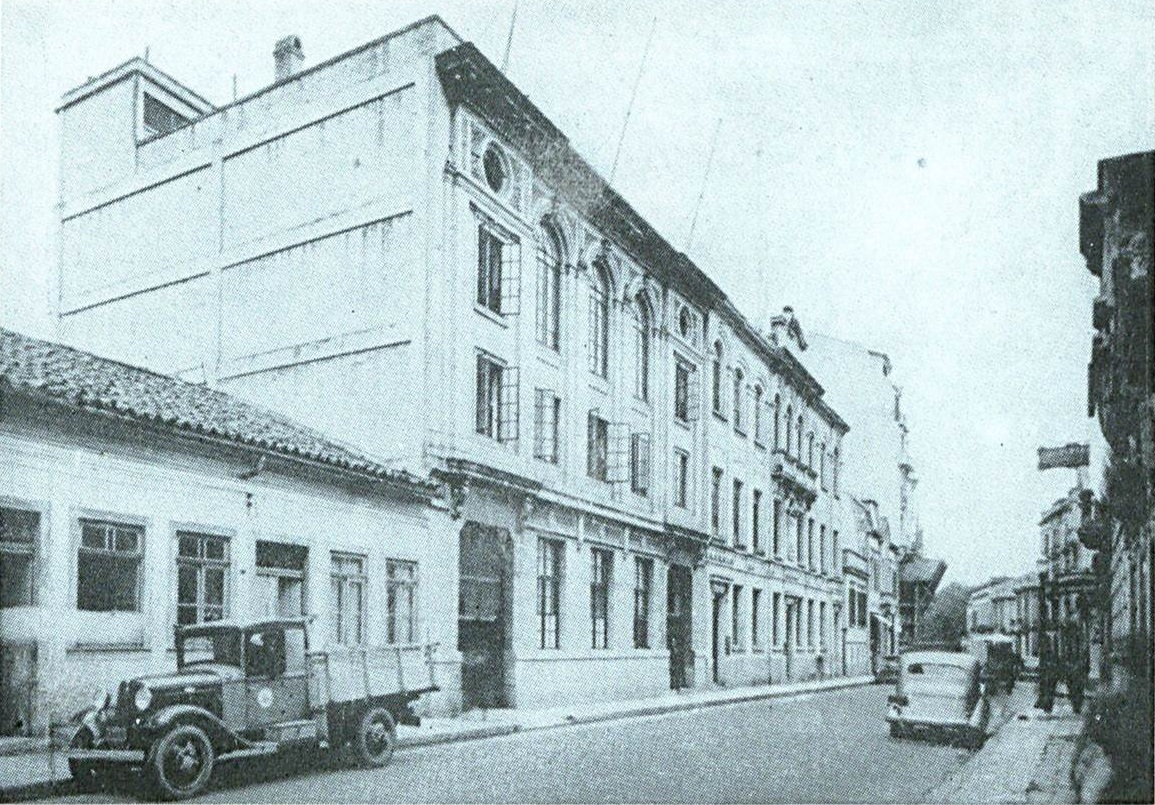
Prédio da antiga estação Cidade na rua Sete de Abril em 1926.

Até o final de 1916 a Companhia Telefônica do Estado de São Paulo já havia implantado na cidade de São Paulo seis estações telefônicas (Central, Brás, Bom Retiro, Cambuci, Água Branca e Cidade), além das estações de Campinas e Santos.
Unificação das empresas
Em 1912 foi criada a holding canadense Brazilian Traction Light and Power Company Ltd., que passa a controlar a São Paulo Tramway, Light and Power Company e a Rio de Janeiro Tramway, Light and Power Company no setor de energia, além da Rio de Janeiro Telephone Company no setor de telecomunicações.
Com o objetivo de integrar os serviços telefônicos nos principais centros urbanos do país, a holding incorpora a Interurban Telephone Company em 1914, e passa a administrar a Companhia Telefônica do Estado de São Paulo e a Rede Telefônica Bragantina em 1916, através da Rio de Janeiro & São Paulo Telephone Company, já autorizada a funcionar pelo Decreto nº 11.500 de 23 de fevereiro de 1915.

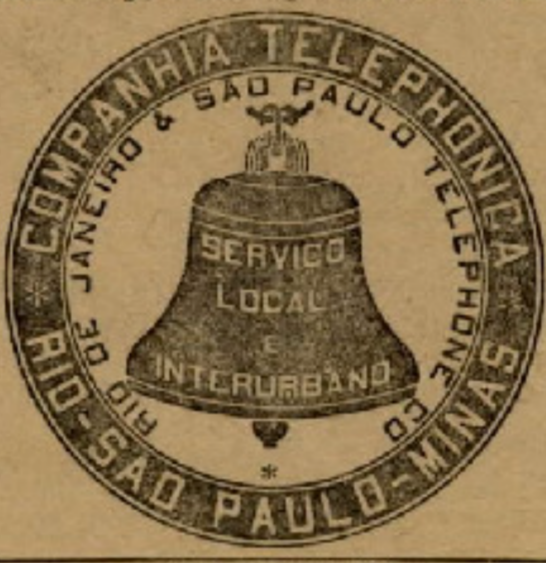
Logotipo da Rio de Janeiro & São Paulo Telephone Company.

Ainda em 1916 incorpora a Companhia de Telefones Interestaduais, empresa telefônica que operava em diversas cidades nos estados de Minas Gerais e Rio de Janeiro, sendo que em 1919 são incorporadas em definitivo a Companhia Telefônica do Estado de São Paulo e a Rede Telefônica Bragantina.

### Criação da CTB
Em 15 de janeiro de 1923, em assembleia realizada pela direção da empresa Brazilian Traction Light and Power Co. Ltd. em Toronto, ficou decidido que a Rio de Janeiro & São Paulo Telephone Company mudaria de nome para Brazilian Telephone Company, sendo a segunda empresa a receber este nome.
Já o Decreto nº 16.222 de 28 de novembro de 1923 autoriza a empresa a continuar operando no país sob a nova denominação, mas facultada a tradução do nome para o português como Companhia Telefônica Brasileira. Nesse mesmo ano o Brasil possuía 100 mil telefones, dos quais 75% eram controlados pela CTB.

## Primeiro período (1923-1966)

### Expansão
Entre os anos de 1928 e 1929 a CTB expandiu sua área de atuação, através da aquisição de algumas empresas telefônicas:
- Companhia Telefônica Sãocarlense, Empresa Telefônica de Ribeirão Preto, Companhia Paulista de Força e Luz (que fornecia serviço telefônico para Bauru e Barretos), Empresa Telefônica de Sertãozinho, Empresa Telefônica de São Sebastião do Paraíso, Empresa Telefônica de Pirajú, União Telefônica de Jaboticabal, Empresa Telefônica de Penápolis e Empresa Telefônica de Varginha

Em 25 de março de 1929 a CTB atingia a marca de 100 mil telefones instalados. Já no final de 1929 o Brasil contava com pouco mais de 180 mil telefones, dos quais 105 mil operados pela CTB: 44 mil no Rio de Janeiro (2 mil automáticos), 30 mil em São Paulo (13 mil automáticos), 4,7 mil em Santos, 3,7 mil em Niterói, 1,8 mil em Campinas, 1,6 mil em Petrópolis e 1,3 mil em Belo Horizonte.
Em dezembro de 1936 a CTB operava 166 mil telefones, dos quais 99 mil eram automáticos, sendo 63 mil no Rio de Janeiro (restando ainda 16 mil manuais) e 22 mil em São Paulo (restando ainda 19 mil manuais). Logo após em fevereiro de 1937 a CTB atingia a marca dos 100 mil telefones automáticos instalados.
Em 25 de julho de 1939 foi atingida a marca de 200 mil telefones instalados pela CTB. A pedido da empresa, a solenidade de inauguração foi realizada no Palácio do Catete, contando com a presença do Presidente da República Getúlio Vargas e do Ministro das Relações Exteriores Osvaldo Aranha, que na ocasião ligaram para o embaixador do Brasil em Washington.

### Estrutura operacional

#### Sede Administrativa
Sua sede administrativa ficava na cidade do Rio de Janeiro, localizada na Avenida Presidente Vargas nº 2560 - Cidade Nova.

#### Diretoria de Operação São Paulo

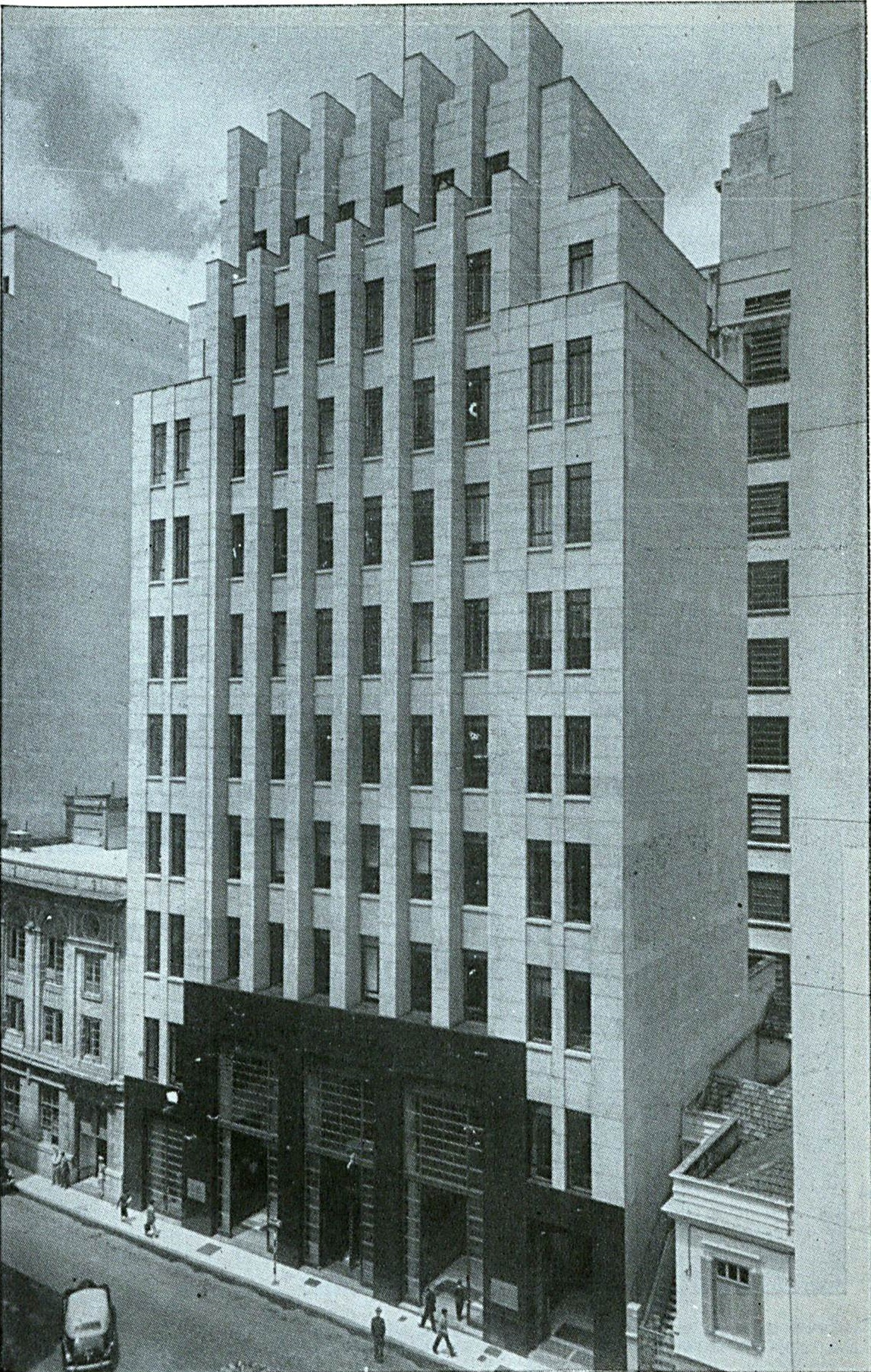
Fachada do Edifício Sete de Abril (c.1939).

A sede da Diretoria de Operação São Paulo (DOSP) era o Complexo Sete de Abril, localizado na Rua Sete de Abril nº 65 e 67 (atuais 295 e 309) - República, onde também funcionava a estação interurbana de São Paulo.
O prédio principal do complexo é o Edifício Sete de Abril, um imóvel em estilo art déco projetado por Ramos de Azevedo em parceria com Severo & Villares no consagrado Escritório Técnico Ramos de Azevedo, inaugurado em 24 de setembro de 1938, e que teve sua fachada tombada em 1992 quando já pertencia à Telesp.
Atualmente fechado, o complexo é o segundo na cidade de São Paulo a receber o alvará para realizar um retrofit dentro das normas da lei do programa Requalifica Centro. Será reinaugurado com o nome de "Basílio 177", como condomínio de apartamentos com uma galeria aberta de lojas e restaurantes.

### Serviços

#### Telefones públicos
Os primeiros telefones públicos na área da CTB foram instalados na cidade de Santos a partir de março de 1934, com a utilização de moedas, e em 1935 é instalado o primeiro telefone público do Rio de Janeiro. Mais tarde foram instalados telefones públicos em bares, farmácias e mercearias. Visando facilitar o uso, começaram a ser utilizadas fichas telefônicas no lugar das moedas.

#### Listas telefônicas
A primeira lista telefônica produzida pela CTB data de 1918, quando ainda constituía a Rio de Janeiro & São Paulo Telephone Company. As listas telefônicas continuaram a ser editadas pela própria empresa até 1946, quando com uma participação acionária de 25% da CTB foi fundada a LTB-Listas Telefônicas Brasileiras pelo empresário G. J. Huber, antigo diretor do departamento de listas da CTB, que começou suas atividades como fornecedora dos guias telefônicos do Rio de Janeiro. Nessa época Huber, em troca dos direitos exclusivos de vender anúncios, ofereceu-se para publicar gratuitamente a lista de assinantes e as Páginas Amarelas.
A LTB publicava 13 listas telefônicas para a CTB, correspondendo ao Distrito Federal (Rio de Janeiro) e aos distritos de Niterói e Petrópolis (em que se dividia o estado do Rio), São Paulo e aos distritos de Santos, Campinas, Sorocaba, Araraquara, Bauru e Taubaté (em que se dividia o interior de São Paulo), e aos distritos de Belo Horizonte, Varginha e Cataguases (em que se dividia o estado de Minas Gerais).
No ano de 1954 a CTB vendeu suas ações na LTB para outra empresa, permitindo dessa forma que a LTB, livre desse vínculo, fizesse listas para outras concessionárias, sendo ao mesmo tempo mantido o contrato para publicação de suas listas.

#### Publicações
No início de 1928 é lançada a Revista Sino Azul, periódico de publicação mensal e distribuição gratuita para os empregados da CTB. A revista tratava de assuntos como notícias gerais, aspectos culturais, atividades no setor de telefonia e notas sociais relacionadas à empresa. Considerada uma das primeiras publicações empresariais nacionais, acompanhou a evolução da telefonia no Brasil, sendo editada de forma contínua até o ano de 1989.

### Centrais telefônicas

#### Distrito Federal
Até 1929 todas as centrais telefônicas da cidade do Rio de Janeiro eram manuais. Na noite de 31 de dezembro de 1929, com a inauguração da central telefônica Norte automática, a CTB fez a primeira mudança de números telefônicos da cidade, onde os números das principais centrais foram antecedidos por prefixos de um algarismo que as identificava, formando um conjunto com cinco algarismos: Central (estação "2"), Norte automática (estação "3"), Norte manual (estação "4"), Beira Mar (estação "5"), Sul (estação "6"), Ipanema (estação "7"), Vila (estação "8"), Ramos (estação "8-8"), Piedade (estação "8-9") e Jardim (estação "9").
Conforme a CTB automatizava as centrais, novos centros telefônicos foram construídos para abrigá-las. Os prédios das antigas centrais manuais que continuaram a ser utilizados passaram a ter novas designações, como Central, alterado para Tiradentes, e Norte, alterado para Floriano.
- dezembro de 1929 - inaugurada a primeira central telefônica automática da cidade - Floriano (estação "3", alterada para "23")[50][51]
- junho de 1930 - automatizada Ipanema (estação "7", alterada para "27" - substituindo a manual "7" Ipanema)[52]
- agosto de 1930 - automatizadas Engenho de Dentro (estação "9", alterada para "29" - substituindo a manual "9" Jardim)[53] e satélite Cascadura (estação "9-8", alterada para "29-8" - substituindo a manual "8-9" Piedade)[54]
- fevereiro de 1931 - automatizada Tiradentes (estação "2", alterada para "22")[55]
- agosto de 1934 - automatizada satélite Ramos (estação "9-6", alterada para "48-6" - substituindo a manual "8-8" Ramos)[56]

Em 13 de janeiro de 1935 houve nova mudança dos números telefônicos da cidade, dessa vez com a inclusão do algarismo 2 no início de cada prefixo.
- junho de 1935 - inaugurada Maracanã (estação "48")[58][59][60]
- outubro de 1935 - inaugurada Tiradentes (estação "42")[61][62]

- agosto de 1936 - automatizada Floriano (estação "43" - substituindo a manual "24", antiga "4")[63]
- dezembro de 1936 - automatizada Botafogo (estação "26" - substituindo a manual "26", antiga "6" Sul)[64]
- junho de 1938 - automatizada Maracanã (estação "28" - substituindo a manual "28", antiga "8" Vila)[26]
- dezembro de 1938 - inaugurada Ipanema (estação "47")[26]
- dezembro de 1939 - inauguradas Grajaú (estação "38")[65] e Ramos (estação "30" - substituindo a automática "48-6", antiga "9-6" satélite Ramos)[65]
- outubro de 1940 - automatizada Flamengo (estação "25" - substituindo a manual "25", antiga "5" Beira Mar)[66]
- janeiro de 1946 - inaugurada Engenho de Dentro (estação "49")[67]
- junho de 1946 - inauguradas Copacabana (estação "37")[68] e Tiradentes (estação "32")[68]
- julho de 1948 - inaugurada Botafogo (estação "46")[69]
- agosto de1948 - inaugurada Flamengo (estação "45")[70]
- julho de 1949 - inaugurada Tiradentes (estação "52")[71]
- setembro de 1949 - inaugurada Grajaú (estação "58")[72]
- janeiro de 1953 - inaugurada Copacabana (estação "57")[73]
- dezembro de 1953 - inaugurada Maracanã (estação "54")[74]
- dezembro de 1954 - inaugurada Maracanã (estação "34")[75]
- agosto de 1956 - inaugurada Copacabana (estação "36")[76]
- dezembro de 1959 - inaugurada Tiradentes (estação "31")[77]

Já as centrais telefônicas manuais de Jacarepaguá, Marechal Hermes, Bangu, Campo Grande, Santa Cruz, Ilha do Governador e Paquetá foram automatizadas somente quando passaram a ser operadas pela Companhia Estadual de Telefones da Guanabara (CETEL) em 1965.
Relação das centrais telefônicas existentes na cidade do Rio de Janeiro em fevereiro de 1966:
- Tiradentes (22, 42, 32, 52 e 31), Floriano (23 e 43), Flamengo (25 e 45), Botafogo (26 e 46), Ipanema (27 e 47), Copacabana (37, 57 e 36), Maracanã (28, 48, 34 e 54), Grajaú (38 e 58), Engenho de Dentro (29 e 49), satélite Cascadura (29-8) e Ramos (30)

#### Rio de Janeiro
Inauguração de centrais telefônicas automáticas:
- 1930 - Petrópolis[81]
- 1931 - Campos dos Goytacazes[82]
- 1941 - Niterói[83]
- 1947 - Teresópolis[84] e Resende[85]
- 1948 - Vassouras[86]
- 1951 - São Gonçalo[87]
- 1955 - Volta Redonda[88]

#### São Paulo
Até o início de 1928 a cidade de São Paulo possuía somente centrais telefônicas manuais (Central, Brás, Cambuci, Água Branca, Cidade, Avenida, Santana e Osasco). Na noite de 07 de janeiro de 1928 a CTB fez a primeira mudança de números telefônicos da cidade, onde os números das quatro principais centrais telefônicas foram antecedidos por prefixos de um algarismo que as identificava, formando um conjunto com cinco algarismos: Central (estação "2"), Cidade (estação "4"), Avenida (estação "7") e Brás (estação "9"), tendo em vista a inauguração da primeira central automática da cidade ainda nesse ano.
Assim como no Rio de Janeiro, conforme a CTB automatizava as centrais, novos centros telefônicos iam sendo construídos para abrigá-las. Conforme ampliava-se o sistema, havia mudança nos números telefônicos da cidade, com a inclusão do segundo algarismo nos prefixos.
- julho de 1928 - inaugurada a primeira central telefônica automática da cidade - Palmeiras (estação "5", alterada para "51" em 1948)[91][92]
- novembro de 1929 - automatizada Benjamin Constant (estação "2", alterada para "32" em 1951 - substituindo a manual "2" Central)[93][94][95]
- setembro de 1931 - inaugurada satélite Lapa (estação "5-0" - substituindo a manual Água Branca)[96]
- 1931 - inaugurada Penha (manual)[97]
- fevereiro de 1935 - transferida Santo Amaro (manual) para a capital[97]
- março de 1935 - inaugurada satélite Ipiranga (estação "3-0" - substituindo a manual Cambuci)[98]
- fevereiro de 1936 - inaugurada Jardins (estação "8", alterada para "81" em 1966)[63][99]
- março de 1938 - automatizada Benjamin Constant (estação "3", alterada para "33" em 1951 - substituindo a manual "9" Brás),[100] e inaugurada satélite Tatuapé (estação "3-9", alterada para "9-0" em 1944 - substituindo a manual Penha)[100]
- 1938 - inaugurada satélite Santana (estação "3-8" - substituindo a manual Santana)
- dezembro de 1939 - automatizada Benjamin Constant (estação "4", alterada para "34" em 1951 - substituindo a manual "4" Cidade)[101]
- abril de 1944 - reinaugurada Brás (estação "9", alterada para "93" em 1961)[100]
- janeiro de 1946 - inaugurada Benjamin Constant (estação "6", alterada para "36" em 1951)[102]

Após a inauguração da estação "6" todos os prefixos de um algarismo já haviam sido utilizados, e os aumentos realizados no equipamento das estações existentes esgotaram a capacidade do sistema de numeração com cinco algarismos, tornando-se necessário iniciar o sistema de seis algarismos para ampliar a rede telefônica de São Paulo.
Por isso em janeiro de 1948 a CTB inicia a utilização de prefixos de dois algarismos na cidade, no centro telefônico Palmeiras (alteração de estação "5" para estação "51").
- fevereiro de 1948 - inaugurada Palmeiras (estação "52")[106][107]
- janeiro de 1951 - inauguradas Vila Mariana (estação "70") e (estação "7", alterada para "71" em 1966),[108][109][110] alterado o prefixo de Avenida (de estação "7" para estação "31"), e alterados todos os prefixos de Benjamin Constant[111]
- junho de 1951 - inaugurada Benjamin Constant (estação "35")[112][113][114]
- agosto de 1952 - inaugurada Jardins (estação "80")[115][116][117]
- maio de 1953 - inaugurada Benjamin Constant (estação "37")[118]
- setembro de 1953 - automatizada Santo Amaro (estação "61" - substituindo a manual Santo Amaro)[119][120][121]
- abril de 1955 - inaugurada Ipiranga (estação "63" - substituindo a automática "3-0" satélite Ipiranga)[122][123]
- março de 1956 - inaugurada Itaquera (manual)[124][125][126]
- abril de 1956 - inaugurada São Miguel Paulista (manual)[127][128][129]
- maio de 1956 - inaugurada Guaianases (manual)[130][131]
- setembro de 1956 - inaugurada Perdizes (estação "62")[132][133][134][135][136]
- junho de 1960 - inaugurada Perdizes (estação "65")[137][138][139]
- janeiro de 1961 - alterado o prefixo de Brás (de estação "9" para estação "93")[140]
- fevereiro de 1961 - inaugurada Brás (estação "92")[141][142][143]

Relação das centrais telefônicas existentes na cidade de São Paulo em fevereiro de 1966:
- Avenida (31), Benjamin Constant (32, 33, 34, 35, 36 e 37), satélite Santana (3-8), Palmeiras (51 e 52), satélite Lapa (5-0), Santo Amaro (61), Perdizes (62 e 65), Ipiranga (63), Vila Mariana (7 e 70), Jardins (8 e 80), Brás (92 e 93), satélite Tatuapé (9-0), Guaianases, Itaquera e São Miguel Paulista (manuais)

#### Interior de São Paulo
Inauguração de centrais telefônicas automáticas:
- 1930 - inaugurado o serviço telefônico automático em Campinas, com a central instalada em prédio na rua José Paulino.[145] Em 1962 o serviço é ampliado inaugurando-se a estação "8", instalada em prédio construído ao lado do primeiro, mas com frente para a rua Benjamin Constant. Ao mesmo tempo a numeração telefônica da primeira central foi alterada, passando a ser estação "9".[146] Em 1964 é inaugurada a estação "2", também instalada no prédio da rua Benjamin Constant[147]

- 1930 - Jaú[148][149]

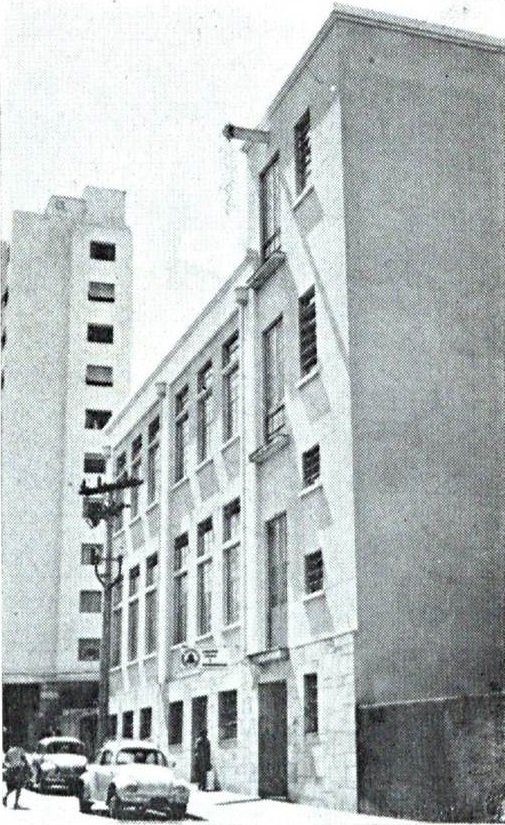
Centro telefônico da rua Benjamin Constant, Campinas (1964).

- 1934 - inaugurado o serviço telefônico automático em Santos, com a central instalada em prédio na rua Brás Cubas, desativando a central manual instalada na rua Itororó.[150][151] Em 1948 o serviço é ampliado através de corte de área, inaugurando-se a estação "4", instalada em prédio construído na rua Tocantins para atender a região das praias. Ao mesmo tempo a numeração telefônica da central Brás Cubas foi alterada, passando a ser estação "2", atendendo o centro e a região do porto[152]

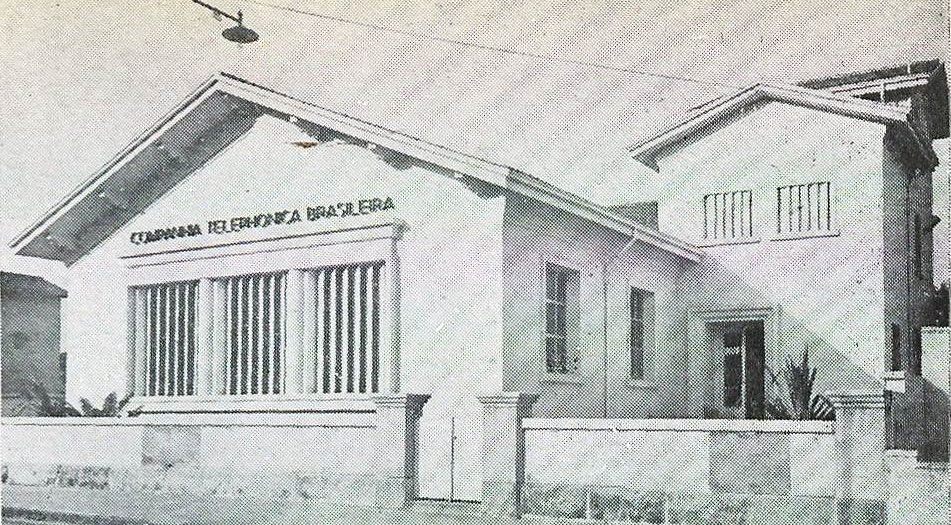
Centro telefônico da rua Tocantins, Santos (1948).

- 1940 - Marília[153]
- 1941 - Pompéia[154]
- 1959 - Araraquara[155] e Lins[156]
- 1961 - Rio Claro[157][158] e São João da Boa Vista[159]
- 1963 - São José dos Campos[160] e Taubaté[161][162]
- 1964 - Bauru[163] e Guarujá[164]
- 1965 - Taboão da Serra[165]

#### Minas Gerais
Inauguração de centrais telefônicas automáticas:
- 1931 - inaugurada a primeira central telefônica automática de Belo Horizonte[166]
- 1958 - Varginha[167]
- 1961 - Barbacena[168]
- 1962 - Três Corações[169] e Itajubá[170]
- 1964 - Leopoldina[171]
- 1965 - Cataguases[172]

#### Espírito Santo
Inauguração de centrais telefônicas automáticas:
- 1954 - Vitória e Vila Velha[173]

### Discagem direta à distância

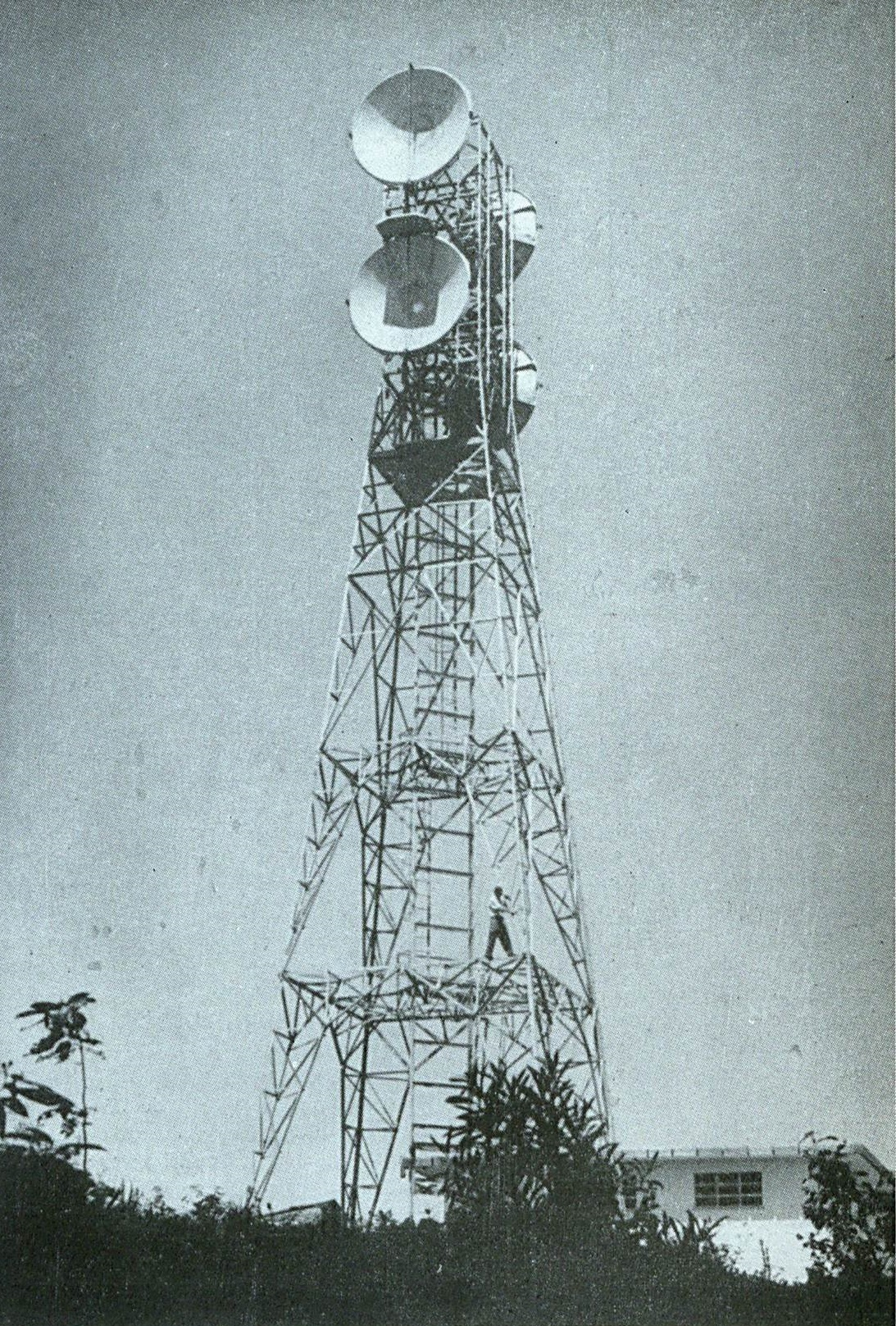
Estação repetidora Tucuruvi (1963).

A Companhia Telefônica Brasileira foi pioneira na instalação dos sistemas de discagem direta à distância no país, através de redes de cabos coaxiais e de microondas.
No Edifício Sete de Abril funcionava a estação (IU) interurbana da capital paulista, que era interligada através de cabos coaxiais até a estação repetidora Tucuruvi, interligando São Paulo através de sistema microondas às cidades de Campinas, Rio de Janeiro, Brasília, entre outras.
Em julho de 1957 foi inaugurado o primeiro sistema de comunicações telefônicas interurbanas através de microondas da América do Sul, com a ligação entre São Paulo e Campinas. Depois em 1958 foi inaugurada a ligação entre São Paulo e Rio de Janeiro, e em 1960 a ligação entre São Paulo e Brasília.
No ano de 1958 a CTB inaugurou o sistema de discagem direta à distância de Santos para São Paulo, através de cabos coaxiais, sendo o primeiro sistema de discagem direta automática de longa distância da América Latina. Depois esse novo sistema telefônico interurbano foi inaugurado de Niterói e São Gonçalo para o Rio de Janeiro em 1960.
A estação interurbana de São Paulo era interligada também à estação repetidora do Sumaré, a qual interligava a capital ao litoral sul do estado através do sistema rádio-telefônico em VHF do DAEE, que foi inaugurado em dezembro de 1960, e depois incorporado e ampliado pela COTESP.

## Crise e estatização
Com a grande crise econômica mundial e a Segunda Guerra, os equipamentos telefônicos param de chegar ao Brasil e começam a surgir a partir de 1940 os pedidos em carteira (filas de espera) por linhas. Em 1945 a fila no Rio de Janeiro era de 29 mil pessoas e em São Paulo de 21 mil pessoas.
A crise piorou com a alta alíquota de importação de equipamentos. O poder de fixação de tarifas permaneceu dividido entre as três áreas de governo, impedindo o estabelecimento uniforme de critérios técnicos e econômicos. Reclamando das baixas tarifas, a empresa deixa de investir na ampliação e modernização de plantas, provocando sérios atritos com os poderes concedentes. Em 1956 a fila de espera já chegava a 139 mil pessoas no Rio de Janeiro e a 151 mil pessoas em São Paulo. A alta demanda reprimida de linhas telefônicas constituía grave problema nos principais centros urbanos.
Já as ligações interurbanas demandavam horas de espera. As comunicações telefônicas com o exterior também não atendiam às necessidades de inserção internacional da economia brasileira em expansão. Somente as cidades de São Paulo, Campinas, Rio de Janeiro, Belo Horizonte e Brasília eram interligadas através de enlaces de microondas, e a comunicação para a maioria dos estados era feita por serviços radiotelegráficos e radiotelefônicos, a maioria a cargo de concessionárias estrangeiras (Telégrafo Nacional, Radiobrás, Radional, Western, All América e Italcable).

### Mudanças e perda de concessões
A holding Brazilian Traction Light and Power Co. Ltd. reorganiza os serviços de telefonia no Espírito Santo e em Minas Gerais, com a fundação da Companhia Telefônica do Espírito Santo (CTES) em 1951 e da Companhia Telefônica de Minas Gerais (CTMG) em 1953, sendo que ambas tornaram-se subsidiárias da CTB.
Em 1955 a CTB atendia 175 cidades no estado de São Paulo, mas somente a capital e outras cinco cidades eram atendidas por sistema automático. A insatisfação com o serviço prestado fez com que em várias cidades de concessão da CTB o poder público abrisse nova concorrência, com o intuito de melhorar o sistema telefônico com a implantação de centrais automáticas, permitindo assim que a sociedade se organizasse na criação de empresas telefônicas locais. 
Em 1958 a CTB perde para a Companhia Telefônica da Borda do Campo (CTBC) a importante concessão dos municípios do ABC Paulista, pois a insuficiência do serviço telefônico entre essas cidades com São Paulo acarretava graves consequências econômicas para essa região, que na época estava em acelerado crescimento industrial.
No mesmo período perdeu concessões em cidades importantes, como Piracicaba para a Telefônica Piracicaba, Jundiaí para a Telefônica Jundiaí, Sorocaba para a Cia Rede Telefônica Sorocabana, Osasco para a Cia Telefônica Suburbana Paulista, Guarulhos para a Cia Telefônica de Guarulhos, Jacareí para a Telefônica Jacareí, Mogi das Cruzes para a Telefônica Mogi das Cruzes, Guaratinguetá para o S.M.T.A., Pindamonhangaba para a Cia Telefônica de Pindamonhangaba, São Vicente para a Cia Telefônica do Litoral Paulista, São Carlos para a Telefônica Central Paulista, Franca para a Cia Telefônica de Franca, São João da Boa Vista para o S.M.T.A. e Lins para o S.M.T.A., sendo que em todas houve inauguração de centrais automáticas por iniciativa dessas empresas, das quais a CTB ainda permaneceu com a administração da rede de algumas.
Também perdeu concessões em Caçapava para a COTESP, Cubatão e Suzano para a CTBC, e em outras cidades como Aparecida, Atibaia, Cotia, Itanhaém e Ourinhos.

### Nacionalização e intervenção
No governo Juscelino Kubitschek foi concedida a Brazilian Telephone Company a nacionalização, agora sob a denominação oficial de Companhia Telefônica Brasileira, pelo Decreto nº 40.439 de 28 de novembro de 1956, tendo em vista a transferência de sua sede para o Brasil (de Toronto para o Rio de Janeiro) e sendo o seu capital dividido entre sete acionistas, dos quais seis eram brasileiros natos, detentores cada um de uma única ação, e o sétimo era a holding Brazilian Traction Light and Power Co. Ltd., agora denominada Brascan - Brasil Canadá Ltda., com quase um milhão de ações.
As mudanças no setor começam efetivamente em 1962, com a instituição do Código Brasileiro de Telecomunicações no Governo João Goulart, em meio à forte campanha nacionalista contra o grupo Brascan e outros grupos estrangeiros. O governo federal, que desde dezembro de 1961 mantinha contatos com a direção da CTB tendo em vista a sua compra, resolveu adiantar-se, decretando em 31 de março de 1962 a intervenção na empresa por um período de seis meses, prorrogado sucessivamente até 1966.

### Estatização
Embora tenha demonstrado interesse em abrir espaço para a participação do capital privado no setor, o Governo Castelo Branco acabou promovendo a estatização da CTB após longa negociação com o grupo Brascan. Em março de 1966 a Embratel assume o controle acionário da empresa, que era responsável por dois terços do sistema telefônico brasileiro e operava numa área que abrigava 45% da população brasileira.

## Nova CTB (1966-1976)
Em 1966 a CTB possuía em sua área de cobertura, excluindo-se as subsidiárias, 584 mil terminais telefônicos instalados, sendo 245 mil na Guanabara, 183 mil em São Paulo, 77 mil no interior de São Paulo e 34 mil no estado do Rio de Janeiro. Desse total, 529 mil terminais estavam em serviço e haviam 817 mil telefones instalados.

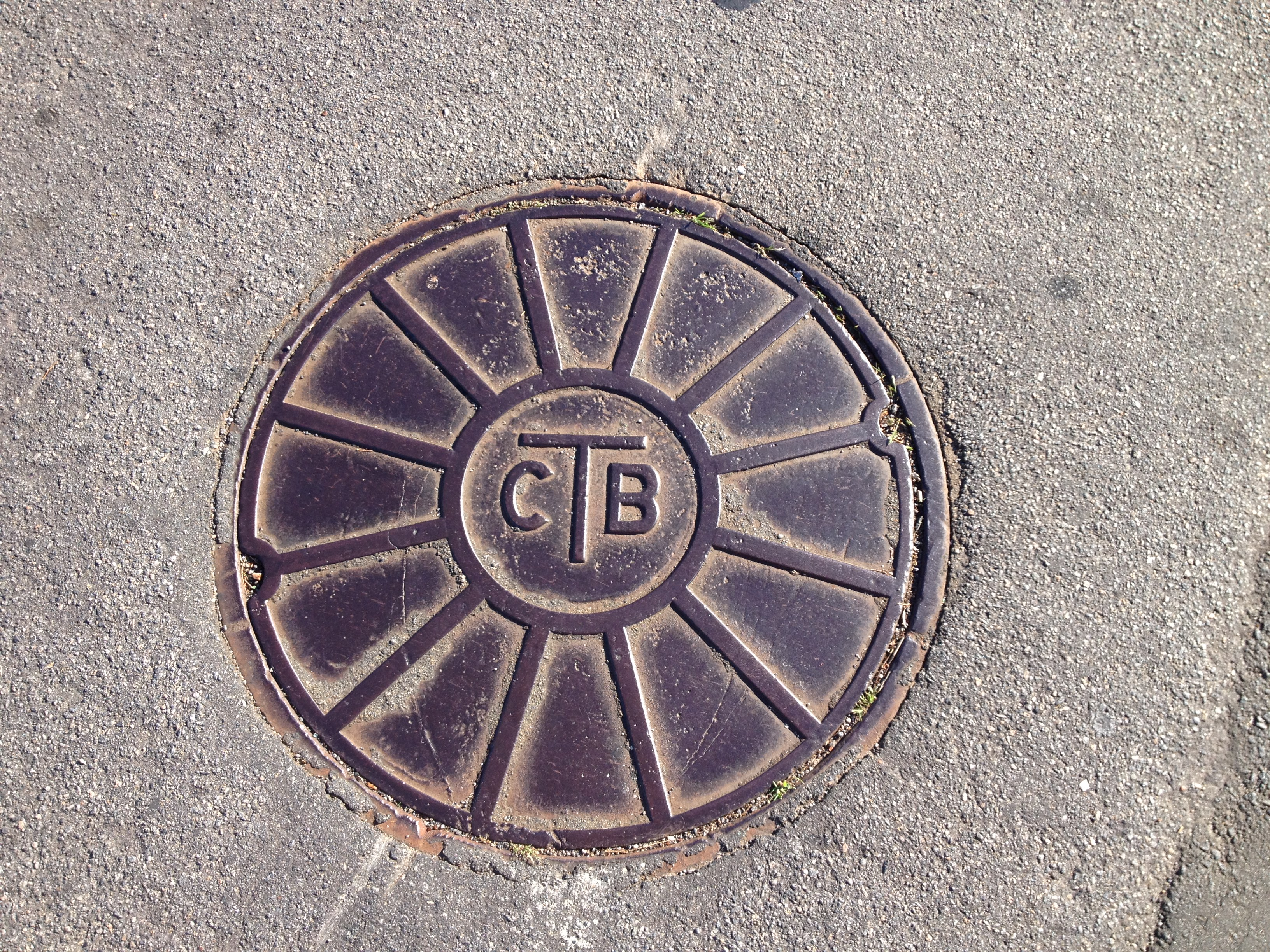
Poço de visita com o logo da CTB.

A Constituição brasileira de 1967 cria o Ministério das Comunicações, que faz um levantamento da situação da telefonia no país, lança um plano de soluções de emergência e de soluções a longo prazo e decide dividir a área de atuação da CTB, que ficaria com a responsabilidade de atender os estados da Guanabara e do Rio de Janeiro.
Nesse período foram presidentes da CTB:
- 1966-1969: Landry Sales Gonçalves[206][207]
- 1969-1974: José de Siqueira Meneses Filho[208]
- 1974-1976: José Nunes Camargo

### Primeiro plano de expansão
A partir do momento em que passou a ser regida pela política de comunicações do governo brasileiro, a CTB deu início ao seu primeiro grande plano de expansão, que ocorreu entre os anos de 1966 e 1971, através do sistema de autofinanciamento das linhas telefônicas. O plano de expansão procurou atender primeiramente a longa fila de inscritos aguardando serem chamados desde as décadas de 40 e 50.
De início foram ampliadas centrais eletromecânicas já instaladas do tipo "rotativa" (Rotary) na cidade do Rio de Janeiro e do tipo "passo-à-passo" (Strowger) na cidade de São Paulo que ainda não tinham atingido sua capacidade máxima. A partir de então as novas centrais instaladas eram eletromecânicas do tipo “barras-cruzadas” (Crossbar).
Guanabara
Foram instalados 129 mil terminais telefônicos entre 1966 e 1971, com ampliação das centrais "rotativas" e instalação de novas centrais "barras-cruzadas" Pentaconta PC-1000 (Standard Electrica) já preparadas para o sistema DDD.
A primeira central telefônica do plano inaugurada foi Copacabana (estação “56”) em dezembro de 1966, do tipo "rotativa", pois o equipamento já havia sido importado uma década antes. Já a primeira central crossbar inaugurada foi Engenho Novo (estação "61") em julho de 1968. Depois foram inauguradas Copacabana (estação “35”) em abril de 1969, e Maracanã (estação "264") em julho de 1969.

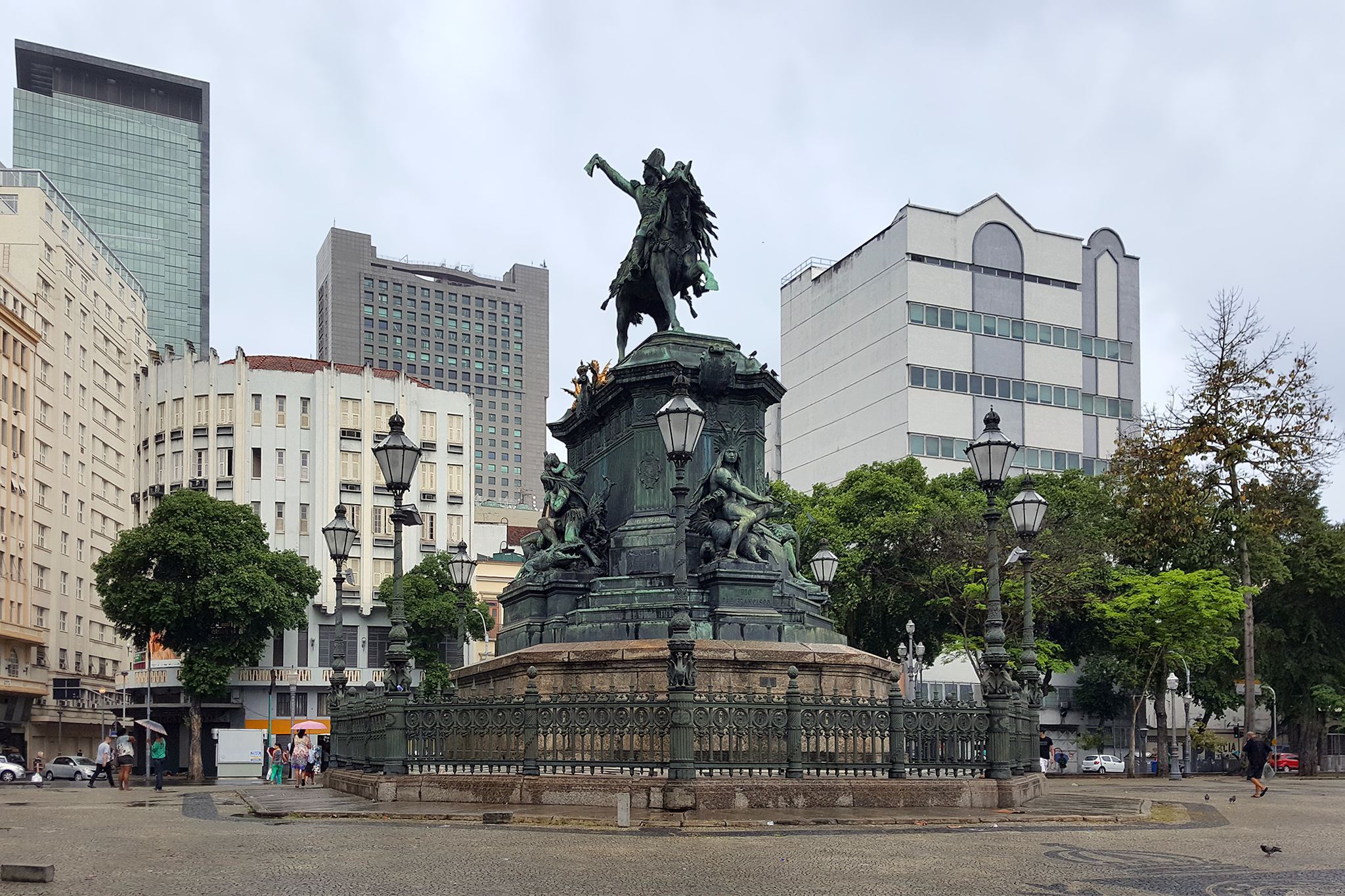
Praça Tiradentes com o centro telefônico Tiradentes à direita.

Foram construídos 10 novos edifícios, sendo 9 deles ampliações dos centros telefônicos já existentes e a inauguração do centro telefônico Engenho Novo em 1968.
Em 21 de abril de 1969 foram alterados os números telefônicos do Rio de Janeiro com a inclusão do algarismo 2 no início dos prefixos, passando estes a ser de três algarismos.
Como houve atrasos nas entregas dos equipamentos das centrais telefônicas por parte da fornecedora, até abril de 1970 haviam sido inauguradas apenas 4 das 17 estações contratadas.
O plano foi finalizado na Guanabara em 1971, com a inauguração das centrais Tiradentes (estação "224"), Copacabana (estação “255”), Engenho Novo (estação "281") e Ipanema (estação "287").
São Paulo
Entre 1966 e 1970 foram instalados, em duas etapas, um total de 205,7 mil terminais telefônicos, através da ampliação das centrais "passo-a-passo" com equipamento ATE - Telefones Automáticos do Brasil, e da instalação de novas centrais "barras-cruzadas" ARF (Ericsson) preparadas para o sistema DDD.
Como parte do plano de expansão foram alterados em setembro de 1966 os prefixos das centrais Vila Mariana (de estação "7" para estação "71") e Jardins (de estação "8" para estação "81"), e finalizada a ampliação das centrais "passo-a-passo" Ipiranga (estação "63") em março de 1966, Vila Mariana (estações "70" e "71") em outubro de 1966, Santo Amaro (estação "61") em abril de 1967, Brás (estação "93") em maio de 1967, e Perdizes (estação "65") em setembro de 1967.
A partir de 1967 teve início na capital a implantação das mais modernas centrais automáticas da época, do tipo “barras-cruzadas” (Crossbar), que foram utilizadas até a digitalização completa da rede nos anos 2000.
Foram implantados 16 novos centros telefônicos entre 1968 e 1970, com a construção de novos prédios e a aquisição de alguns já existentes, nos quais foram feitas adaptações:
Na primeira etapa foram inaugurados os centros Santa Ifigênia em abril de 1968, Santana em julho de 1968 (desativando a central satélite Santana), Lapa em agosto de 1968 (desativando a central satélite Lapa), Penha em agosto de 1968 (desativando a central satélite Tatuapé), Jabaquara em novembro de 1968, Anhangabaú em janeiro de 1969, Consolação em março de 1969, Casa Verde em maio de 1969, Liberdade em junho de 1969, e Paraíso em junho de 1969.
Na segunda etapa foram inaugurados os centros telefônicos Santo Amaro em agosto de 1969 (sendo que o centro telefônico inaugurado em 1953 passou a ser chamado Campo Belo), Pinheiros em outubro de 1969, São Miguel Paulista, Itaquera, Guaianases e Ermelino Matarazzo, todos em agosto de 1970.
Interior de São Paulo
Foram instalados aproximadamente 38 mil terminais telefônicos entre 1967 e 1971, com a ampliação e instalação de novas centrais automáticas em diversas cidades. Em 1968 foi inaugurada a central automática de Embu.
Contratos foram feitos para a instalação de redes automáticas em 36 cidades, e o plano de expansão se dividiu em 3 aspectos:
O 1º grupo abrangeu a expansão de redes automáticas em 9 cidades nos anos de 1970 e 1971 - Campinas, São João da Boa Vista, Bauru, Taubaté, Jaú, Marília, Araraquara e Rio Claro, além de Santos, onde foi inaugurada em 1971 a estação "3" (5.100 T.) em novo prédio na av. Washington Luiz. Total de 21 mil terminais.
O 2º grupo abrangeu a automatização de redes com construção de novas centrais telefônicas em várias cidades:

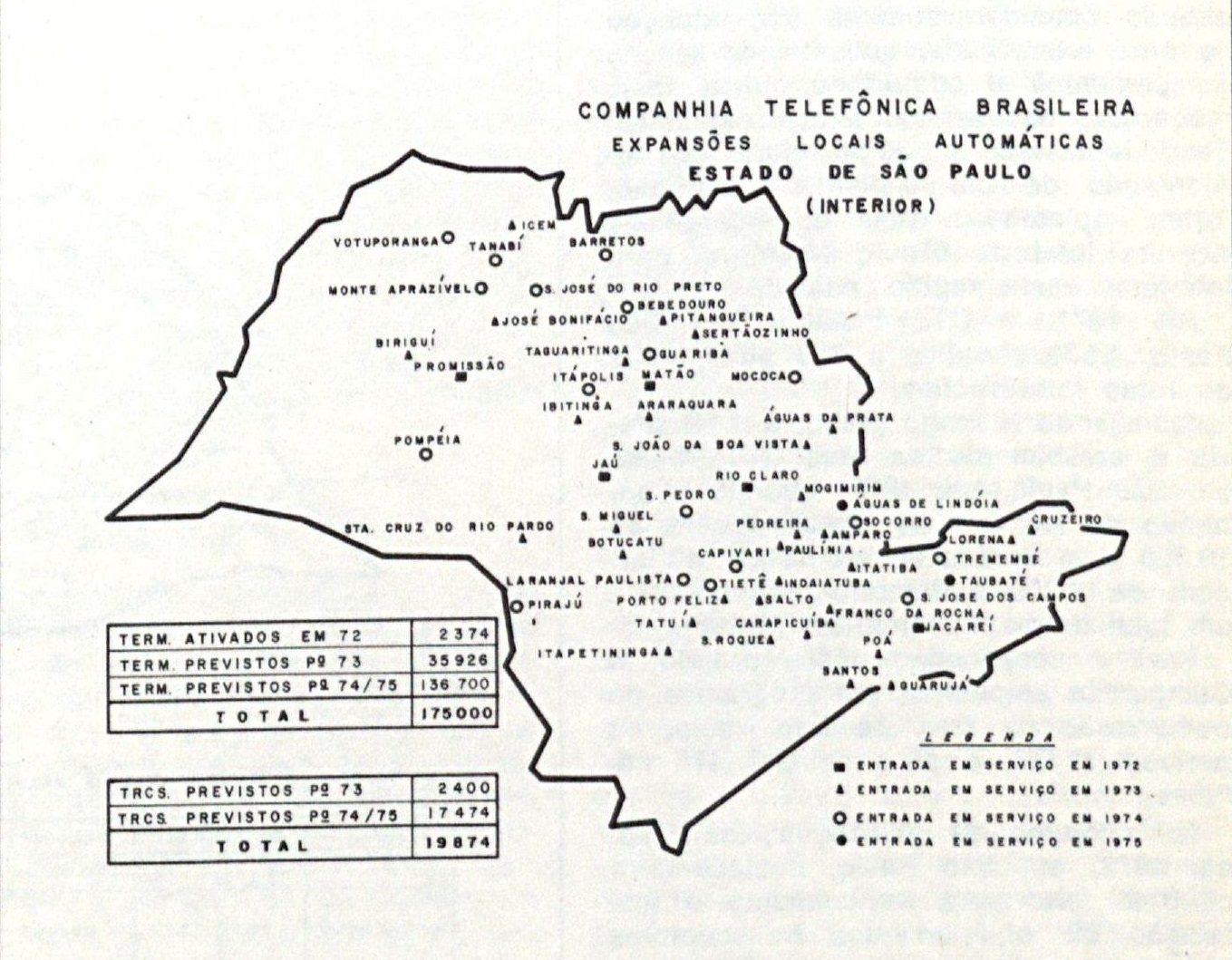
Expansões locais automáticas.

- automatização de redes em 19 cidades com centrais "barras-cruzadas" 5005 (Plessey)[263][264] preparadas para o DDD e com prefixos de um algarismo, inauguradas em 1970:[262] Avaré (1.020 T.),[265] Barra Bonita (410 T.),[266][267] Botucatu (1.430 T.),[266] Bragança Paulista (1.430 T.),[268][269] Cruzeiro (715 T.),[265][270] Garça (1.020 T.),[266] Itapetininga (1.020 T.),[266] Itapeva (510 T.),[265] Itapira (1.020 T.),[265] Itatiba (715 T.),[265] Itu (1.430 T.),[265][271][272] Jaboticabal (1.020 T.),[265][273] Lençóis Paulista (410 T.),[266] Mococa (1.020 T.),[265][273] Mogi Guaçu (510 T.),[266][274] Mogi Mirim (1.020 T.),[265] Penápolis (510 T.),[275] Piedade (410 T.),[276] e Tatuí (715 T.).[265] Total de 16,3 mil terminais.
- automatização de redes em 16 cidades com obras contratadas, com a construção das centrais telefônicas de Amparo (1.020 T.),[277] Barretos (1.880 T.),[278] Carapicuíba (600 T.),[279], Ibitinga (410 T.),[277] Indaiatuba (715 T.),[277] Lorena (1.025 T.),[280] Matão (300 T.),[277] Pirajuí (600 T.), Poá (400 T.),[279] Porto Feliz (300 T.),[281] Promissão (384 T.), Salto (615 T.),[282] São Manuel (615 T.),[283] São Roque (820 T.),[282] Sertãozinho (410 T.),[282] e Taquaritinga (610 T.),[277] que foram ativadas pela Telesp. Total de 10,7 mil terminais.
- automatização de redes em 12 cidades com obras em contratação, com a construção das centrais telefônicas de Águas da Prata,[284][266] Capivari, Laranjal Paulista,[276] e Piraju,[278] que foram ativadas pela Telesp, e planejamento das centrais telefônicas de Águas de Lindóia, Itapecerica da Serra, Itápolis, Pederneiras,[275] Santa Cruz do Rio Pardo,[266] Socorro e Tietê. Total de 5,5 mil terminais.

O 3º grupo abrangeu a expansão da rede magneto em 35 cidades. Total de 2,5 mil terminais.

### Plano de um milhão de telefones
Em 31 de dezembro de 1971 estavam em operação em toda a rede da CTB, excluindo-se as subsidiárias, 899 mil terminais telefônicos, com um total de 1 milhão 125 mil telefones em serviço. Pouco antes, em outubro de 1971, a CTB e suas subsidiárias deram início ao plano de um milhão de telefones (P1M) para serem instalados até 1975, meta prioritária do Governo Federal para o setor, dos quais 855 mil terminais telefônicos para a área da própria CTB. Em 1972 o plano foi atualizado para 920 mil terminais.
Para a execução desse plano foram contratados 500 mil terminais da Ericsson do Brasil, 300 mil terminais da Standard Electrica e 160 mil terminais da NEC do Brasil.
Guanabara
Com a atualização do plano foram contratados 234 mil terminais:
Em 1972 foram inauguradas as primeiras centrais telefônicas - Flamengo (estação "285"), Grajaú (estação "288"), Ramos (estação "280") e Tiradentes (estação "244"). Foi inaugurado em 1975 o centro telefônico Leblon (estações "274" e "294"), e a última central telefônica inaugurada pela CTB foi Botafogo (estação "286") no início de 1976.
Foram inaugurados em 1976 já pela Telerj os centros telefônicos Leme, Santa Rita, e o 2º prédio do Engenho de Dentro, além de serem iniciadas em 1974 as obras dos centros telefônicos Arcos (o maior da América Latina com capacidade final de 200 mil terminais) e Cidade Nova, finalizados e inaugurados pela Telerj.
Rio de Janeiro
Com a atualização do plano foram contratados 136 mil terminais para todo o estado.
São Paulo
Com o plano atualizado em 1972 foram contratados 375 mil terminais:
O início do plano em São Paulo foi através do contrato assinado em maio de 1971 para a aquisição de 48,3 mil terminais destinados as novas centrais Campo Belo (estação "264", instalada como "241"), Guarani (estação "271"), Paraíso (estação "289"), Penha (estação "296"), Pinheiros (estação "285", instalada como "210") e Santo Amaro (estação "268", instalada como "246").
Na sequência um novo contrato foi firmado em abril de 1972 para a aquisição de mais 80 mil terminais, para ampliação de 19 centrais existentes. Em 1972 foram instalados os primeiros 6,6 mil terminais do plano, com a ampliação das centrais Jabaquara (estação "276"), Paraíso (estação "288"), Pinheiros (estação "286") e São Miguel Paulista (estação "297-0"). Até maio de 1973 a CTB ainda ativou terminais na cidade de São Paulo.
Interior de São Paulo
Com a atualização do plano foram contratados 175 mil terminais, com a primeira fase abrangendo tanto redes automáticas como manuais de 84 localidades.
Foram inauguradas as centrais automáticas de Jacareí e Votuporanga (redes administradas) e a nova central automática de Piracicaba. Contratou e iniciou a construção da nova central automática de São José dos Campos, e concluiu a construção das centrais de Birigui, Bebedouro, Icém e Paulínia, ativadas pela Telesp.
Também foram planejadas a automatização de redes em Franco da Rocha, Guariba, Pedreira, Pitangueiras, São Pedro e Tremembé, além de José Bonifácio, Monte Aprazível e Tanabi (redes administradas).

### Sistemas DDD/DDI

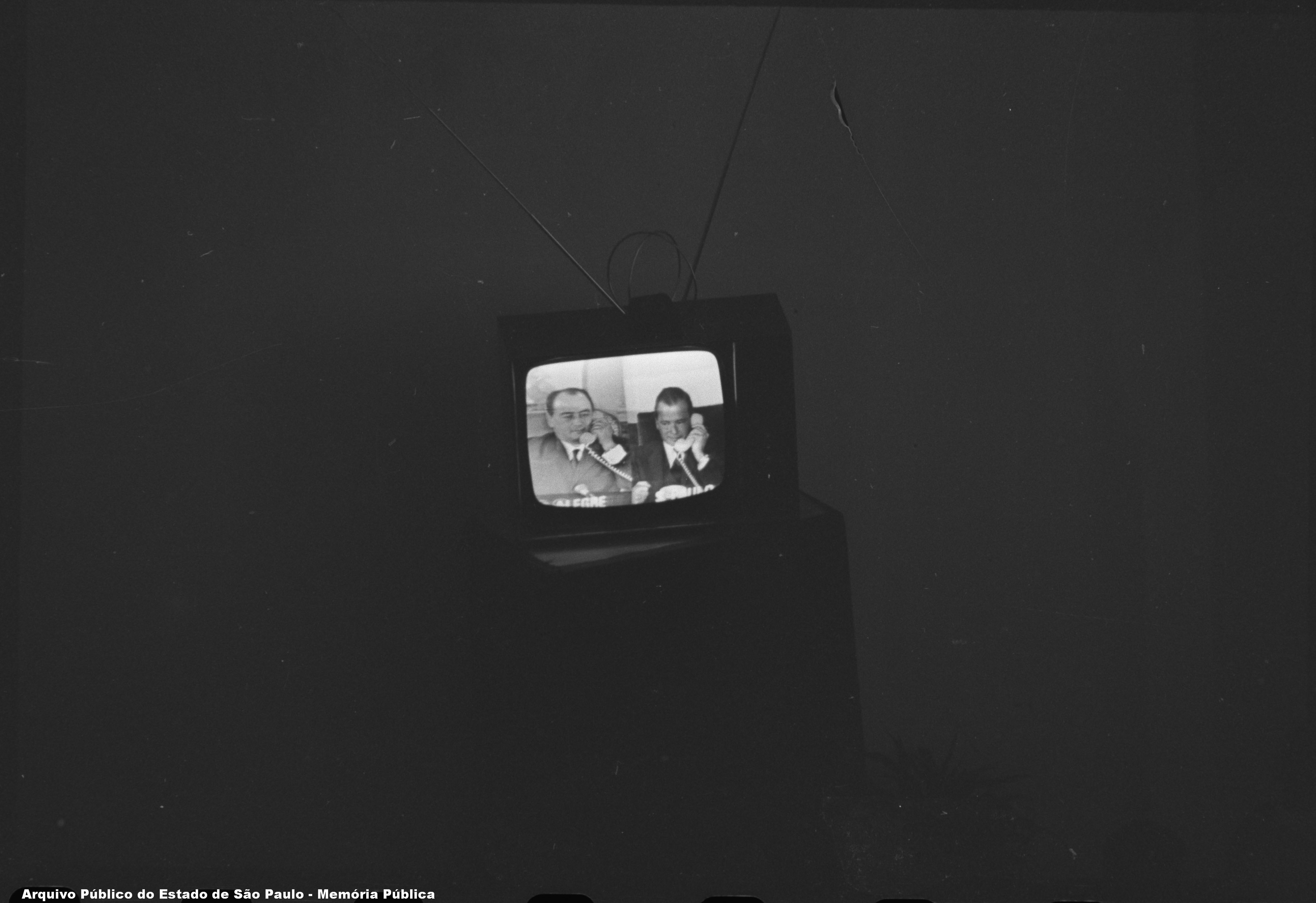
Inauguração do sistema DDD de São Paulo com transmissão ao vivo pela TV Tupi (1970).

Em 1969 o sistema de Discagem Direta à Distância (DDD) começou a ser implantado em todo o país, sendo que na área de operação da CTB foram integradas entre 1969 e 1973:
- Guanabara: cidade do Rio de Janeiro
- Rio de Janeiro: cidades de Niterói, Araruama, Barra do Piraí, Barra Mansa (rede administrada), Cabo Frio, Campos, Itaboraí, Itaguaí, Itatiaia, Magé, Petrópolis, Resende, São Gonçalo, São Pedro da Aldeia, Teresópolis e Volta Redonda
- São Paulo: cidades de São Paulo[316] (com inauguração oficial em julho de 1970 transmitida ao vivo para o país pela TV Tupi),[317] Santos, Guarujá e Cubatão (somente de entrada),[318][319] e Presidente Prudente (rede administrada)

Já o sistema de Discagem Direta Internacional (DDI) foi implantado nessas cidades pela Telerj e pela Telesp.

### Telefones públicos

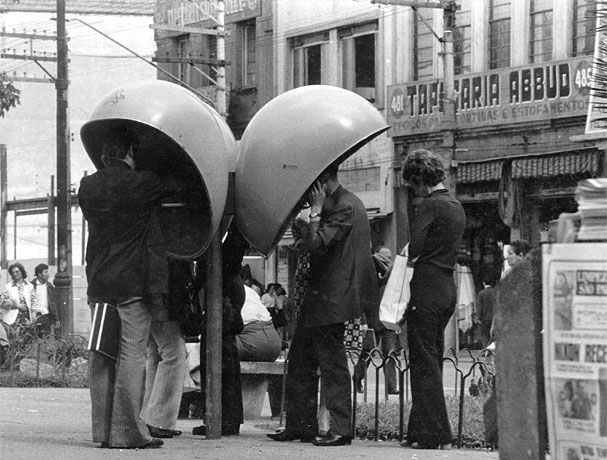
Orelhão triplo em São Paulo (1972).

Depois da implantação do plano de expansão a CTB começou a pensar na maneira de levar telefones para a periferia, sendo lançados os "vilafones", aparelhos semelhantes aos convencionais instalados em locais públicos.
Pouco tempo depois houve a inauguração para o público dos primeiros orelhões do Brasil, sendo no dia 20 de janeiro de 1972 na cidade do Rio de Janeiro e no dia 25 de janeiro de 1972 na cidade de São Paulo.
O orelhão foi projetado em 1971 pela arquiteta e designer sino-brasileira Chu Ming Silveira, quando chefiava o Departamento de Projetos da CTB. Chu Ming assumiu o desafio de criar um protetor para telefones públicos que reunisse funcionalidade e beleza e se integrasse perfeitamente ao mobiliário urbano.
A instalação dos orelhões foi um acontecimento que marcou a atuação da CTB, fator preponderante na propagação do uso dos telefones públicos e manifestação do propósito da empresa de prestar melhores serviços ao público. Além de seu bom funcionamento, despertou o interesse internacional em torno do design criado, onde a simplicidade das linhas, as características técnicas e sua originalidade transformaram-no em novo produto brasileiro a ter seu know-how exportável.

### Integração operacional
Para colocar em prática a nova política de telecomunicações e para funcionar como empresa holding foi criada em 1972 a Telebras. Ainda nesse ano a CTB transferiu o controle acionário das suas subsidiárias CTMG e CTES para a Telebras.
Pela Portaria nº 331 de 26 de maio de 1972 a CTB foi credenciada como empresa-pólo nos estados de São Paulo, da Guanabara e do Rio de Janeiro, de acordo com as diretrizes e com a política de unificação do sistema de telefonia adotada pelo Ministério das Comunicações.
Por isso a CTB incorporou ou passou a administrar várias empresas telefônicas:
Rio de Janeiro
- incorporações: S.T.M. Nova Friburgo,[326] Cia. Telefônica Fluminense (Nova Iguaçu), Cia. Telefônica Duque de Caxias, Cia. Telefônica Barra Mansa, Cia. Telefônica Meriti, Telefônica Valença, Telefônica Cambuci, Cia. Telefônica Laje do Muriaé e Telefônica Miracema,[327] Cia. Telefônica de Itaperuna e Cia. Telefônica de Cachoeiras de Macacu,[328] Cia. Telefônica de Itaocara, Telefônica de Miguel Pereira e Cia. Telefônica Paduana[329]

São Paulo
- incorporações: S.T.M. Paulínia,[330] S.T.M. Tabatinga[331] e S.T.M. São José dos Campos,[332] S.M.T.A. Araraquara,[333] S.M.T.A. Taubaté,[334] S.M.T.A. Guarujá,[335] e Soc. Telefônica da Estância (Serra Negra),[326] S.T.M. Aguaí, S.T.M. Porto Ferreira,[336] S.M.T.A. Rio Claro e Telefônica Lemense[287][337]
- redes administradas: S.M.T.A. Guaratinguetá, S.M.T.A. Lins, S.M.T.A. São João da Boa Vista, Cia. Rede Telefônica Sorocabana, Cia. Telefônica de Guarulhos,[338] Telefônica Jacareí, Cia. Telefônica Rio Preto,[339] Cia. Paulista de Telecomunicações (Piracicaba),[340] Telefônica Jundiaí, Cia. Telefônica Média Mogiana (Casa Branca) e Empresa Telefônica Paulista (Presidente Prudente)[341][342]

A CTB também tentou incorporar a Companhia de Telecomunicações do Estado de São Paulo (COTESP), que cobria grande área do estado de São Paulo, mas não obteve sucesso.

## Área de cobertura: estado do Rio de Janeiro
Localidades atendidas pela CTB no estado do Rio de Janeiro transferidas para a Telerj em 1976:

### Rio de Janeiro (capital)

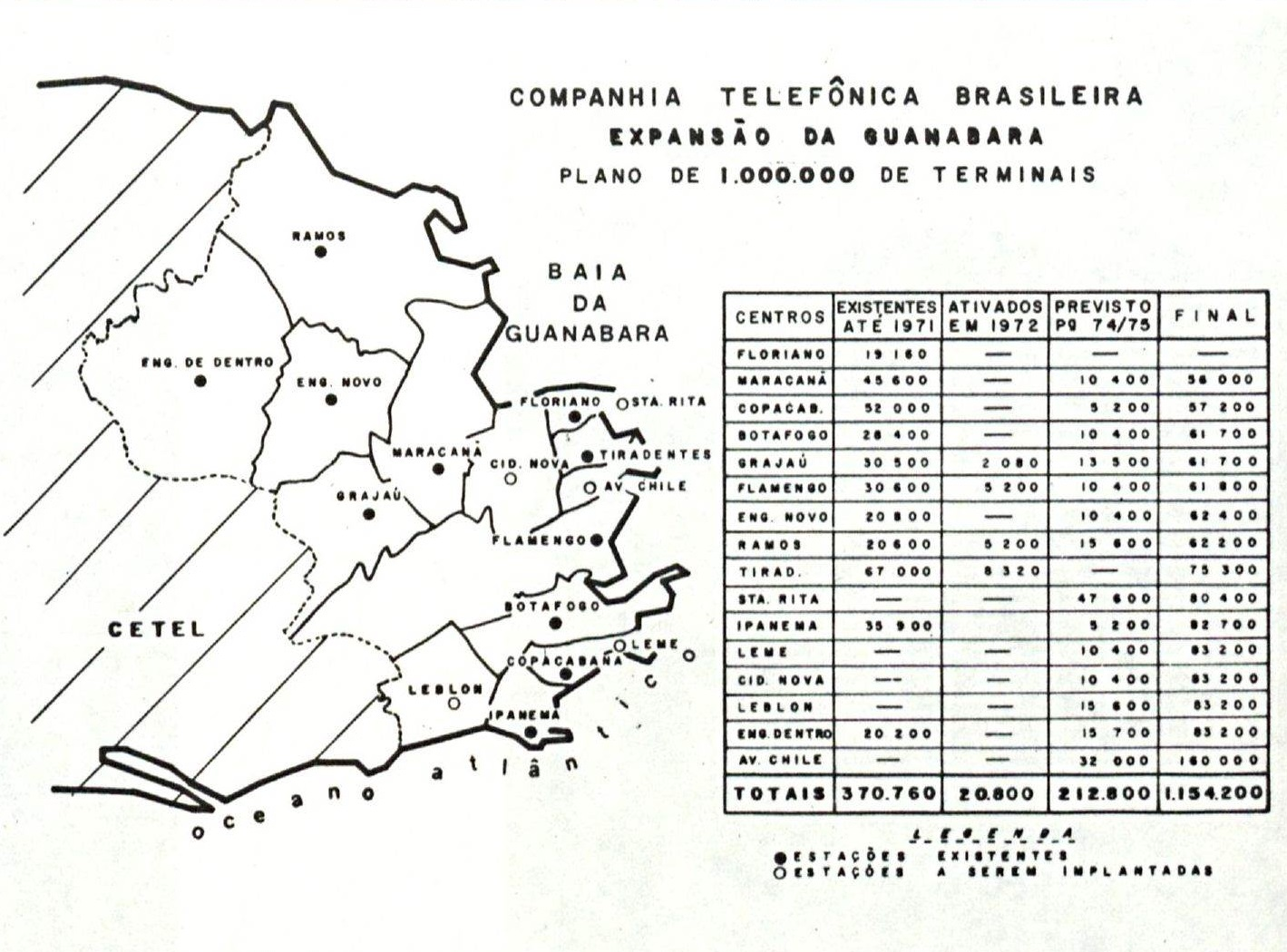
Centros telefônicos na cidade do Rio de Janeiro (1976).

| Centro telefônico             | Estação                                | Central             | Term. inst. |
| ----------------------------- | -------------------------------------- | ------------------- | ----------- |
| Tiradentes (2º prédio)        | - 221 (1970)                           | crossbar Pentaconta | 10200       |
| Tiradentes (1º prédio)        | - 231 (1959)                           | rotativa            | 5400        |
| Engenho Novo                  | - 261 (1968) - 281 (1971) - 201 (1974) | crossbar Pentaconta | 31200       |
| Tiradentes (1º prédio)        | - 222 (1931) - 242 (1936)              | rotativa            | 20400       |
| Tiradentes (1º prédio)        | - 232 (1946) - 252 (1949)              | rotativa            | 20000       |
| Arcos (Av. Chile)             | - 262                                  | crossbar Pentaconta |             |
| Floriano                      | - 223 (1929) - 243 (1936)              | rotativa            | 19160       |
| Santa Rita                    | - 233 (1976) - 253 (1976)              | crossbar Pentaconta | 20800       |
| Santa Rita                    | - 263 (1976) - 283 (1976)              | crossbar Pentaconta | 20800       |
| Cidade Nova                   | - 273                                  | crossbar Pentaconta |             |
| Tiradentes (2º prédio)        | - 224 (1971) - 244 (1972)              | crossbar Pentaconta | 18720       |
| Maracanã (2º prédio)          | - 234 (1954) - 254 (1953)              | rotativa            | 15000       |
| Maracanã (2º prédio)          | - 264 (1969) - 284 (1974)              | crossbar Pentaconta | 20800       |
| Leblon                        | - 274 (1975) - 294 (1975)              | crossbar Pentaconta | 15600       |
| Flamengo (1º prédio)          | - 225 (1940) - 245 (1948)              | rotativa            | 20400       |
| Copacabana                    | - 235 (1969) - 255 (1971)              | crossbar Pentaconta | 18720       |
| Flamengo (2º prédio)          | - 265 (1970) - 285 (1972) - 205 (1974) | crossbar Pentaconta | 25800       |
| Leme                          | - 275 (1976) - 295                     | crossbar Pentaconta | 10400       |
| Botafogo (1º prédio)          | - 226 (1936) - 246 (1948)              | rotativa            | 20100       |
| Copacabana                    | - 236 (1956) - 256 (1966)              | rotativa            | 18200       |
| Botafogo (2º prédio)          | - 266 (1970) - 286 (1976)              | crossbar Pentaconta | 18720       |
| Ipanema (1º prédio)           | - 227 (1930) - 247 (1938)              | rotativa            | 20300       |
| Copacabana                    | - 237 (1946) - 257 (1953)              | rotativa            | 20300       |
| Ipanema (2º prédio)           | - 267 (1970) - 287 (1971)              | crossbar Pentaconta | 20800       |
| Maracanã (1º prédio)          | - 228 (1938) - 248 (1935)              | rotativa            | 20200       |
| Grajaú (1º prédio)            | - 238 (1939) - 258 (1949)              | rotativa            | 20100       |
| Grajaú (2º prédio)            | - 268 (1970) - 288 (1972) - 208 (1975) | crossbar Pentaconta | 26000       |
| Engenho de Dentro (1º prédio) | - 229 (1930) - 249 (1946)              | rotativa            | 18200       |
| Leblon                        | - 239 - 259                            | crossbar Pentaconta |             |
| Engenho de Dentro (2º prédio) | - 269 (1976) - 289 (1976)              | crossbar Pentaconta | 15600       |
| Arcos (Av. Chile)             | - 220 - 240                            | crossbar Pentaconta |             |
| Ramos (1º prédio)             | - 230 (1939)                           | rotativa            | 10300       |
| Ramos (2º prédio)             | - 260 (1970) - 280 (1972)              | crossbar Pentaconta | 15500       |
| Ramos (2º prédio)             | - 270                                  | crossbar Pentaconta |             |

## Área de cobertura: estado de São Paulo
Localidades atendidas pela CTB no estado de São Paulo transferidas para a Telesp em 1973:

### São Paulo (capital)
| Centro telefônico             | Estação                                                                 | Central       | Term. inst. |
| ----------------------------- | ----------------------------------------------------------------------- | ------------- | ----------- |
| Santa Ifigênia                | - 220 (1968) - 221 (1969)                                               | crossbar ARF  | 15200       |
| Anhangabaú                    | - 227 (1969) - 228 (1970)                                               | crossbar ARF  | 15200       |
| Benjamin Constant (1º prédio) | - 32 (1929) - 33 (1938) - 34 (1939) - 35 (1951) - 36 (1946) - 37 (1953) | passo à passo | 58700       |
| Benjamin Constant (1º prédio) | - 239 (1967)                                                            | crossbar ARF  | 4000        |
| Palmeiras (1º prédio)         | - 51 (1928) - 52 (1948)                                                 | passo à passo | 20500       |
| Consolação                    | - 256 (1969) - 257 (1970)                                               | crossbar ARF  | 18360       |
| Lapa                          | - 260 (1968)                                                            | crossbar ARF  | 10200       |
| Campo Belo (1º prédio)        | - 61 (1953)                                                             | passo à passo | 10150       |
| Perdizes (1º prédio)          | - 62 (1956) - 65 (1960)                                                 | passo à passo | 20100       |
| Perdizes (1º prédio)          | - 262 (1969)                                                            | crossbar ARF  | 6320        |
| Ipiranga (1º prédio)          | - 63 (1955)                                                             | passo à passo | 10250       |
| Casa Verde                    | - 266 (1969)                                                            | crossbar ARF  | 7200        |
| Campo Belo (1º prédio)        | - 267 (1967) - 241 (1973)                                               | crossbar ARF  | 13210       |
| Santo Amaro                   | - 269 (1969) - 246 (1973)                                               | crossbar ARF  | 11140       |
| Vila Mariana (1º prédio)      | - 70 (1951) - 71 (1951)                                                 | passo à passo | 20100       |
| Guarani                       | - 271 (1973)                                                            | crossbar ARF  | 2040        |
| Ipiranga (1º prédio)          | - 273 (1969) - 274 (1969)                                               | crossbar ARF  | 14130       |
| Jabaquara                     | - 275 (1968) - 276 (1969)                                               | crossbar ARF  | 15300       |
| Liberdade                     | - 278 (1969) - 279 (1970)                                               | crossbar ARF  | 15200       |
| Jardins (1º prédio)           | - 80 (1952) - 81 (1936)                                                 | passo à passo | 19200       |
| Jardins (1º prédio)           | - 282 (1967)                                                            | crossbar ARF  | 10100       |
| Pinheiros                     | - 286 (1969) - 210 (1973)                                               | crossbar ARF  | 14280       |
| Paraíso                       | - 287 (1969) - 288 (1969) - 289 (1973)                                  | crossbar ARF  | 23360       |
| Brás (1º prédio)              | - 92 (1961) - 93 (1944)                                                 | passo à passo | 20450       |
| Brás (1º prédio)              | - 292 (1970)                                                            | crossbar ARF  | 10100       |
| Penha                         | - 295 (1968) - 296 (1973)                                               | crossbar ARF  | 12240       |
| São Miguel Paulista           | - 297-0 (1970)                                                          | crossbar ARF  | 820         |
| Ermelino Matarazzo            | - 297-4 (1970)                                                          | crossbar ARF  | 410         |
| Itaquera                      | - 297-6 (1970)                                                          | crossbar ARF  | 610         |
| Guaianases                    | - 297-8 (1970)                                                          | crossbar ARF  | 210         |
| Santana                       | - 298 (1968) - 299 (1969)                                               | crossbar ARF  | 17340       |

### Interior

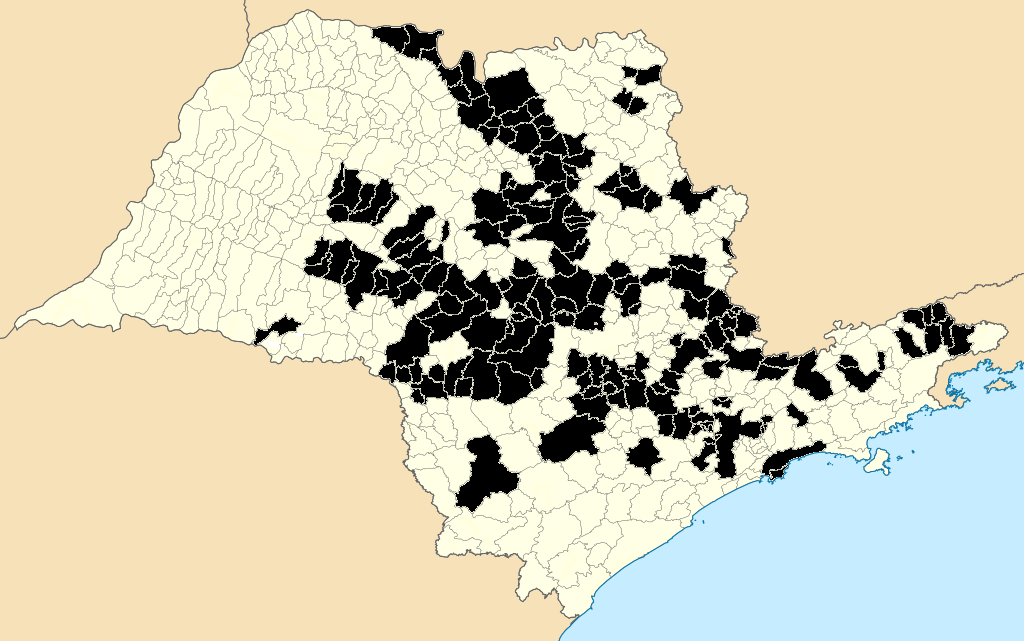
Área de cobertura da CTB no estado de São Paulo (1973).

| Localidade              | Central telefônica                         |
| ----------------------- | ------------------------------------------ |
| Aguaí                   | automática (1962)                          |
| Águas da Prata          | manual                                     |
| Águas de Lindóia        | manual                                     |
| Agudos                  | manual                                     |
| Altair                  | manual                                     |
| Alto Alegre             | manual                                     |
| Américo Brasiliense     | manual                                     |
| Amparo                  | manual                                     |
| Analândia               | manual                                     |
| Arandu                  | manual                                     |
| Araraquara              | automática (1959)                          |
| Areias                  | PS                                         |
| Areiópolis              | manual                                     |
| Avaí                    | manual                                     |
| Avanhandava             | manual                                     |
| Avaré                   | automática (1970)                          |
| Barra Bonita            | automática (1970)                          |
| Barretos                | manual                                     |
| Barrinha                | manual                                     |
| Barueri                 | manual                                     |
| Bauru                   | automática (1964)                          |
| Bebedouro               | manual                                     |
| Bernardino de Campos    | manual                                     |
| Bertioga                | manual                                     |
| Bocaina                 | manual                                     |
| Boituva                 | manual                                     |
| Botucatu                | automática (1970)                          |
| Bragança Paulista       | automática (1970)                          |
| Brotas                  | manual                                     |
| Cabrália Paulista       | manual                                     |
| Cafelândia              | manual                                     |
| Cajobi                  | manual                                     |
| Campinas                | automática (1964) - estação "2"            |
| Campinas                | automática (1962) - estação "8"            |
| Campinas                | automática (1930) - estação "9"            |
| Cândido Rodrigues       | manual                                     |
| Capivari                | manual                                     |
| Carapicuíba             | manual (compartilhava de Barueri)          |
| Cerqueira César         | manual                                     |
| Cerquilho               | manual                                     |
| Cesário Lange           | manual                                     |
| Chavantes               | manual                                     |
| Colina                  | manual                                     |
| Conchas                 | manual                                     |
| Corumbataí              | manual                                     |
| Cravinhos               | manual                                     |
| Cristais Paulista       | manual                                     |
| Cruzeiro                | automática (1970)                          |
| Dobrada                 | manual                                     |
| Dois Córregos           | manual                                     |
| Embu                    | automática (1968)                          |
| Enseada                 | automática (1969)                          |
| Fernando Prestes        | PS                                         |
| Ferraz de Vasconcelos   | manual                                     |
| Francisco Morato        | manual                                     |
| Franco da Rocha         | manual                                     |
| Gália                   | manual                                     |
| Garça                   | automática (1970)                          |
| Glicério                | manual                                     |
| Guaiçara                | manual                                     |
| Guaraci                 | manual                                     |
| Guarantã                | manual                                     |
| Guararema               | manual                                     |
| Guariba                 | manual                                     |
| Guarujá                 | automática (1964)                          |
| Herculândia             | manual                                     |
| Ibaté                   | manual                                     |
| Ibitinga                | manual                                     |
| Icém                    | manual                                     |
| Igaraçu do Tietê        | automática (compartilhava de Barra Bonita) |
| Indaiatuba              | manual                                     |
| Ipaussu                 | manual                                     |
| Itapecerica da Serra    | manual                                     |
| Itapetininga            | automática (1970)                          |
| Itapeva                 | automática (1970)                          |
| Itapevi                 | PS                                         |
| Itapira                 | automática (1970)                          |
| Itápolis                | manual                                     |
| Itapuí                  | manual                                     |
| Itaquaquecetuba         | manual                                     |
| Itatiba                 | automática (1970)                          |
| Itatinga                | manual                                     |
| Itirapina               | manual                                     |
| Itu                     | automática (1970)                          |
| Jaborandi               | manual                                     |
| Jaboticabal             | automática (1970)                          |
| Jandira                 | vilafone                                   |
| Jaú                     | automática (1930)                          |
| Jeriquara               | PS                                         |
| Joanópolis              | manual                                     |
| Laranjal Paulista       | manual                                     |
| Lavrinhas               | manual                                     |
| Leme                    | automática (1962)                          |
| Lençóis Paulista        | automática (1970)                          |
| Lindóia                 | manual                                     |
| Lorena                  | manual                                     |
| Mairinque               | manual                                     |
| Manduri                 | manual                                     |
| Maracaí                 | manual                                     |
| Marília                 | automática (1940)                          |
| Matão                   | manual                                     |
| Mineiros do Tietê       | manual                                     |
| Mococa                  | automática (1970)                          |
| Mogi Guaçu              | automática (1970)                          |
| Mogi Mirim              | automática (1970)                          |
| Monte Alegre do Sul     | manual                                     |
| Monte Azul Paulista     | manual                                     |
| Olímpia                 | manual                                     |
| Oriente                 | manual                                     |
| Orindiúva               | manual                                     |
| Pardinho                | manual                                     |
| Paulínia                | manual                                     |
| Paulo de Faria          | manual                                     |
| Pederneiras             | manual                                     |
| Pedreira                | manual                                     |
| Penápolis               | automática (1970)                          |
| Pereiras                | manual                                     |
| Piedade                 | automática (1970)                          |
| Piracaia                | manual                                     |
| Piraju                  | manual                                     |
| Pirajuí                 | manual                                     |
| Pirapora do Bom Jesus   | n/d                                        |
| Piratininga             | manual                                     |
| Pitangueiras            | manual                                     |
| Poá                     | manual                                     |
| Pompéia                 | automática (1941)                          |
| Pontal                  | manual                                     |
| Porto Feliz             | manual                                     |
| Pradópolis              | manual                                     |
| Presidente Alves        | manual                                     |
| Promissão               | automática (1972)                          |
| Queluz                  | manual                                     |
| Quintana                | manual                                     |
| Quiririm                | manual                                     |
| Rafard                  | manual (compartilhava de Capivari)         |
| Restinga                | manual                                     |
| Ribeirão Bonito         | manual                                     |
| Rincão                  | manual                                     |
| Rio Claro               | automática (1961)                          |
| Riolândia               | manual                                     |
| Roseira                 | manual                                     |
| Salto                   | manual                                     |
| Santa Cruz do Rio Pardo | manual                                     |
| Santa Gertrudes         | manual                                     |
| Santa Lúcia             | manual                                     |
| Santa Maria da Serra    | manual                                     |
| Santa Rosa de Viterbo   | manual                                     |
| Santana de Parnaíba     | vilafone                                   |
| Santos                  | automática (1934) - estação "2"            |
| Santos                  | automática (1971) - estação "3"            |
| Santos                  | automática (1948) - estação "4"            |
| São José da Bela Vista  | manual                                     |
| São José do Barreiro    | manual                                     |
| São José dos Campos     | automática (1963)                          |
| São Manuel              | manual                                     |
| São Pedro               | manual                                     |
| São Roque               | manual                                     |
| São Simão               | manual                                     |
| Sarutaiá                | manual                                     |
| Serra Azul              | manual                                     |
| Serra Negra             | automática (1967)                          |
| Serrana                 | manual                                     |
| Sertãozinho             | manual                                     |
| Severínia               | manual                                     |
| Silveiras               | PS                                         |
| Socorro                 | manual                                     |
| Sousas                  | manual                                     |
| Tabatinga               | manual                                     |
| Taboão da Serra         | automática (1965)                          |
| Taiúva                  | manual                                     |
| Taquaritinga            | manual                                     |
| Tatuí                   | automática (1970)                          |
| Taubaté                 | automática (1963)                          |
| Terra Roxa              | manual                                     |
| Tietê                   | manual                                     |
| Torrinha                | manual                                     |
| Tremembé                | manual                                     |
| Vera Cruz               | manual                                     |
| Vicente de Carvalho     | automática (1969)                          |
| Viradouro               | manual                                     |

## Cisão e fim da empresa

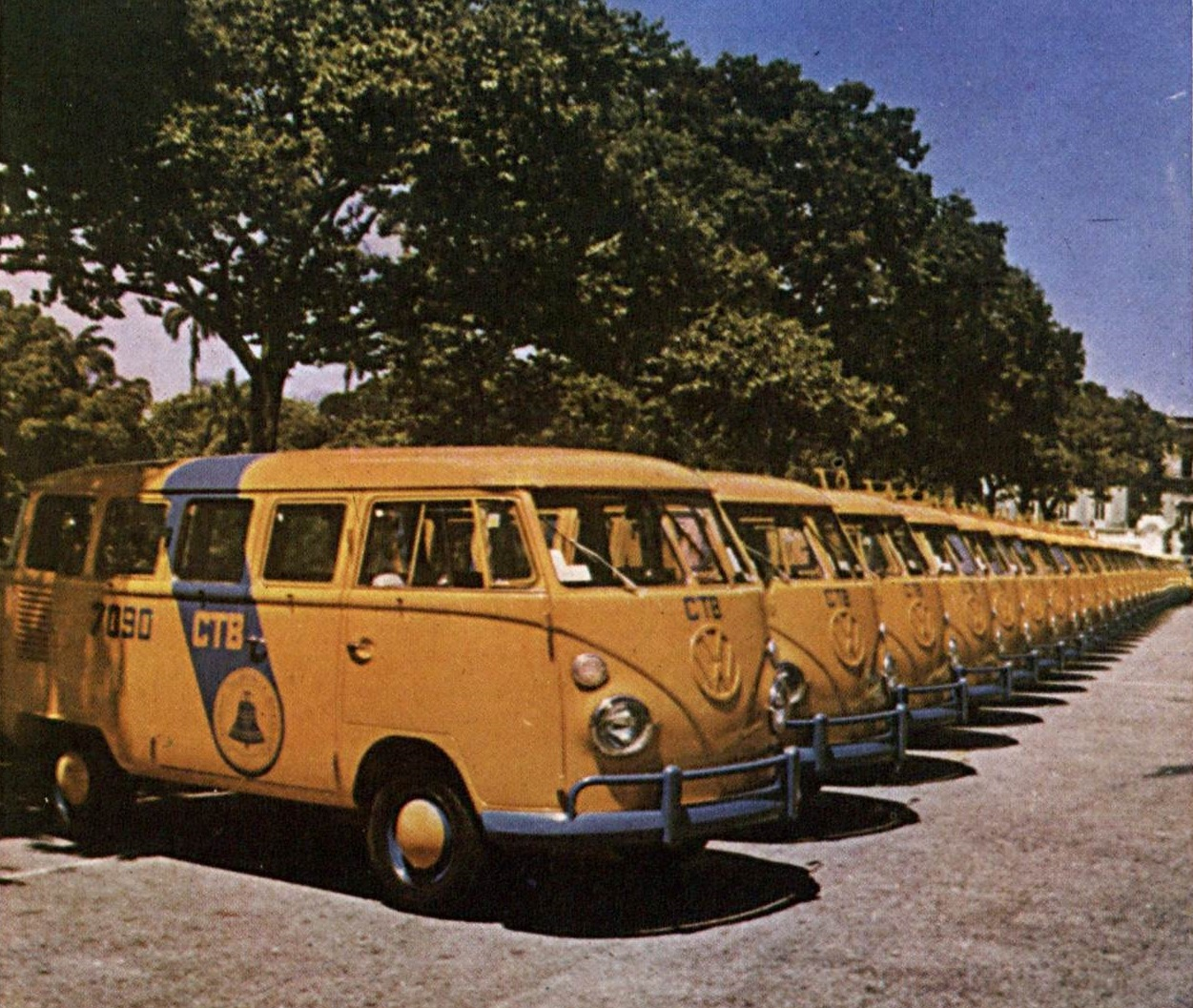
Frota de veículos da CTB com as novas cores (1971).

Em abril de 1973 foi criada a Telecomunicações de São Paulo (TELESP) para ser a empresa-pólo no estado de São Paulo e no mês seguinte a CTB transferiu todo seu acervo neste estado para a nova empresa, conforme já havia sido determinado anos antes pelo Ministério das Comunicações.
A partir de então a CTB passa a dedicar sua atenção para a expansão e modernização dos serviços na área formada pelos estados da Guanabara e do Rio de Janeiro.
Enfim, após a fusão dos dois estados em 1975, a CTB foi extinta e incorporada pela Telecomunicações do Rio de Janeiro (TELERJ) em fevereiro de 1976.
Ainda em 1976, pouco tempo após a incorporação, haviam na cidade do Rio de Janeiro 649.400 terminais telefônicos, distribuídos em 57 centrais instaladas em 14 centros telefônicos.
Os prédios das centrais telefônicas construídos pela CTB são utilizados até hoje pela Vivo no estado de São Paulo e pela Oi no estado do Rio de Janeiro, mas são bens imóveis passíveis de reversão (bens reversíveis).